# بیلی ریچاردز (بازیکن فوتبال، زاده ۱۸۷۴)
بیلی ریچاردز (انگلیسی: Billy Richards; ۶ اکتبر ۱۸۷۴ – ۱۲ فوریهٔ ۱۹۲۶) بازیکن فوتبال در پست مهاجم اهل انگلستان بود.

## باشگاهی
از باشگاه‌هایی که در آن بازی کرده‌است می‌توان به باشگاه فوتبال کاونتری سیتی, باشگاه فوتبال وست برومویچ آلبیون و باشگاه فوتبال منچستر یونایتد اشاره کرد.